# Gouaneyre
Die Gouaneyre ist ein Fluss in Frankreich, der im Département Landes in der Region Nouvelle-Aquitaine verläuft. Sie entspringt im Regionalen Naturpark Landes de Gascogne an der Gemeindegrenze von Lencouacq und Retjons, entwässert generell in Richtung Südwest bis Süd und mündet nach rund 30 Kilometern an der Gemeindegrenze von Maillères und Arue als rechter Nebenfluss in die Douze.

## Orte am Fluss
(Reihenfolge in Fließrichtung)
- Lencouacq
- Coumet, Gemeinde Cachen
- Le Ginx, Gemeinde Arue